# Simcoe (hop)
Simcoe is een  hopsoort, gebruikt voor het brouwen van bier.
Deze hopvariëteit is een “dubbeldoelhop”, bij het bierbrouwen gebruikt zowel voor zijn aromatische als zijn bittereigenschappen. Deze Amerikaanse cultivar werd gekweekt in de Yakima Chief Ranches.

## Kenmerken
- Alfazuur: 11-15%
- Bètazuur: 4-5%
- Eigenschappen: harsachtig en citrusaroma